# Werner Flechsig (Fernsehpionier)
Werner Flechsig (* 8. Juni 1900 in Köln; † 12. Oktober 1981 in Wolfenbüttel) war ein deutscher Physiker und Fernsehpionier. 

## Leben
Werner Flechsig wurde am 8. Juni 1900 in Köln geboren. Er begann ein Studium der Mathematik  und Physik an der Technischen Hochschule Hannover und setzte es fort an der Georg-August-Universität Göttingen. Er wurde Assistent von Robert Wichard Pohl und promovierte bei ihm 1925 mit der Dissertation „Zur Kenntnis des lichtelektrischen Primärstromes in Kristallen“, worin er auch Arbeiten des Pohl-Assistenten Bernhard Gudden berücksichtigte. Daraufhin beschäftigte er sich mit Glühkathoden und Photozellen.
Flechsig wurde Mitarbeiter bei der Fernseh-AG in Berlin, wo er Bildaufnahmeröhren entwickelte. 1936 machte er die Orthikon-Technik praxisreif, welche die bei den Olympischen Sommerspielen eingesetzten Ikonoskope ersetzen sollte. 
Im Jahre 1937 wurde auf der Funkausstellung von der Reichspost-Forschungsanstalt ein Farbfernsehverfahren mit zwei Grundfarben vorgeführt, das jedoch nicht überzeugen konnte, so dass als Alternative eine additive Farbmischung mit drei Grundfarben zur Erzeugung aller Farben diskutiert wurde. 
Flechsig erfand das Grundprinzip der Erzeugung farbiger Bilder mit Farbbildröhren und meldete es im Juli 1938 als Deutsches Reichspatent mit dem Titel „Kathodenstrahlröhre zur Erzeugung mehrfarbiger Bilder auf einem Leuchtschirm“ an. Die technische Umsetzung der Schattenmasken-Bildröhren wurde allerdings 1940 kriegsbedingt eingestellt, und die erste kommerzielle Realisierung 1949 von der Radio Corporation of America geleistet.
Flechsig war Ehrenmitglied der Fernseh- und Kinotechnischen Gesellschaft.
Werner Flechsig starb am 12. Oktober 1981 in Wolfenbüttel.

## Schriften
- „Zur Kenntnis des lichtelektrischen Primärstromes in Kristallen“, 1926, Dissertation
- „Über die Sättigung des lichtelektrischen Primärstromes in Kristallen“, 1928